# Thomas L. Friedman

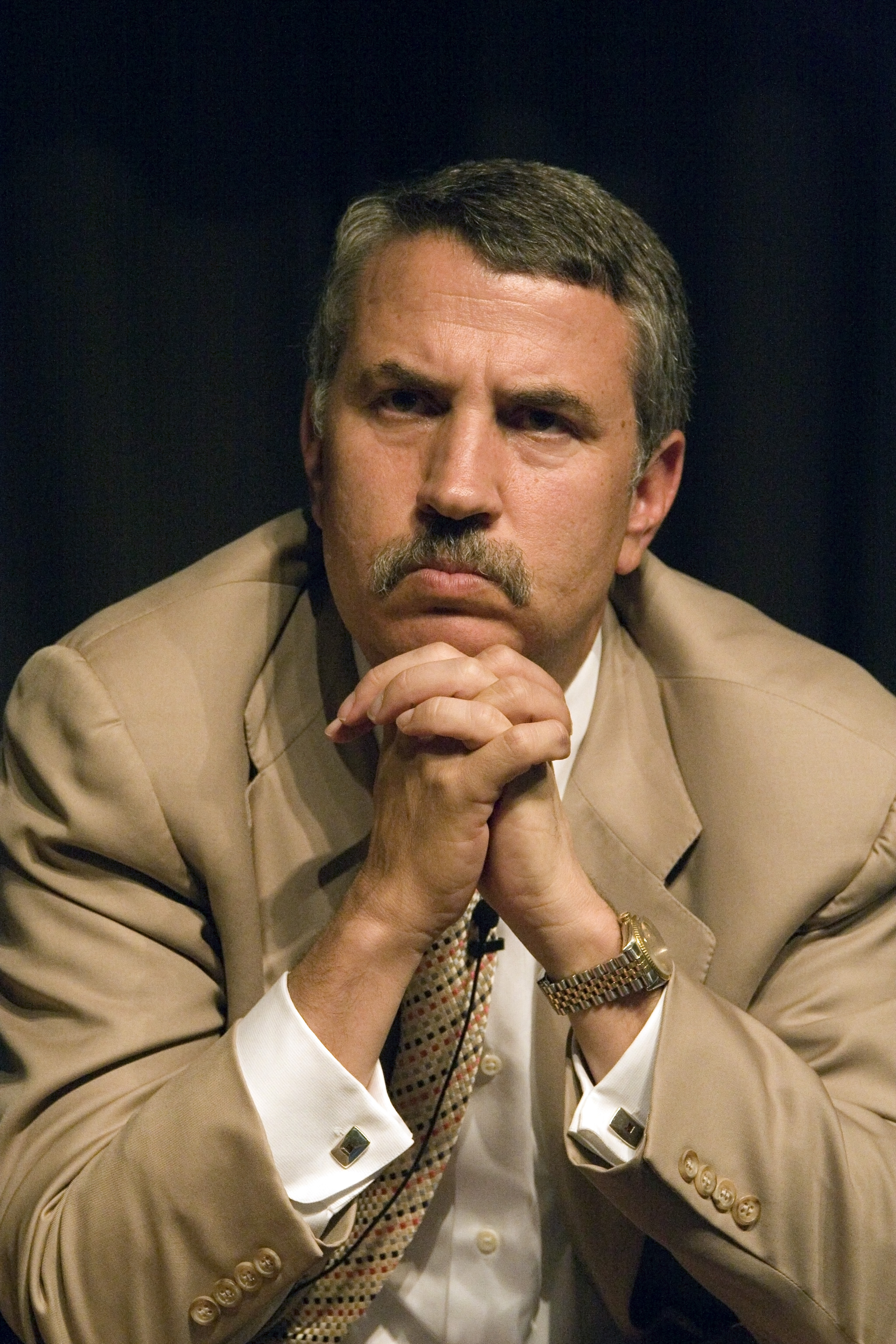
Thomas L. Friedman (2005)

Thomas Loren Friedman (* 20. Juli 1953 in St. Louis Park, Minnesota) ist ein US-amerikanischer Journalist. Er ist Korrespondent und Kommentator der New York Times mit dem Schwerpunkt Außenpolitik. Friedman veröffentlichte in den letzten Jahren vor allem Textbeiträge zu den Themengebieten Globalisierung und gesellschaftliche Auswirkungen von Informations- und Telekommunikationstechnologien, Umweltschutz und Nahost-Politik.
Friedman studierte zwei Jahre an der University of Minnesota, wechselte zur Brandeis University, wo er 1975 summa cum laude in Mediterranean studies abschloss. Friedman studierte Arabische Studien an der American University in Cairo, wo er 1974 abschloss mit dem Arabic language unit (ALU).
Nach dem Abschluss an Brandeis ging er mit einem Marshall-Stipendium an das St Antony’s College der University of Oxford, wo er den M.Phil. in Middle Eastern studies erlangte.

## Positionen

### Globalisierung

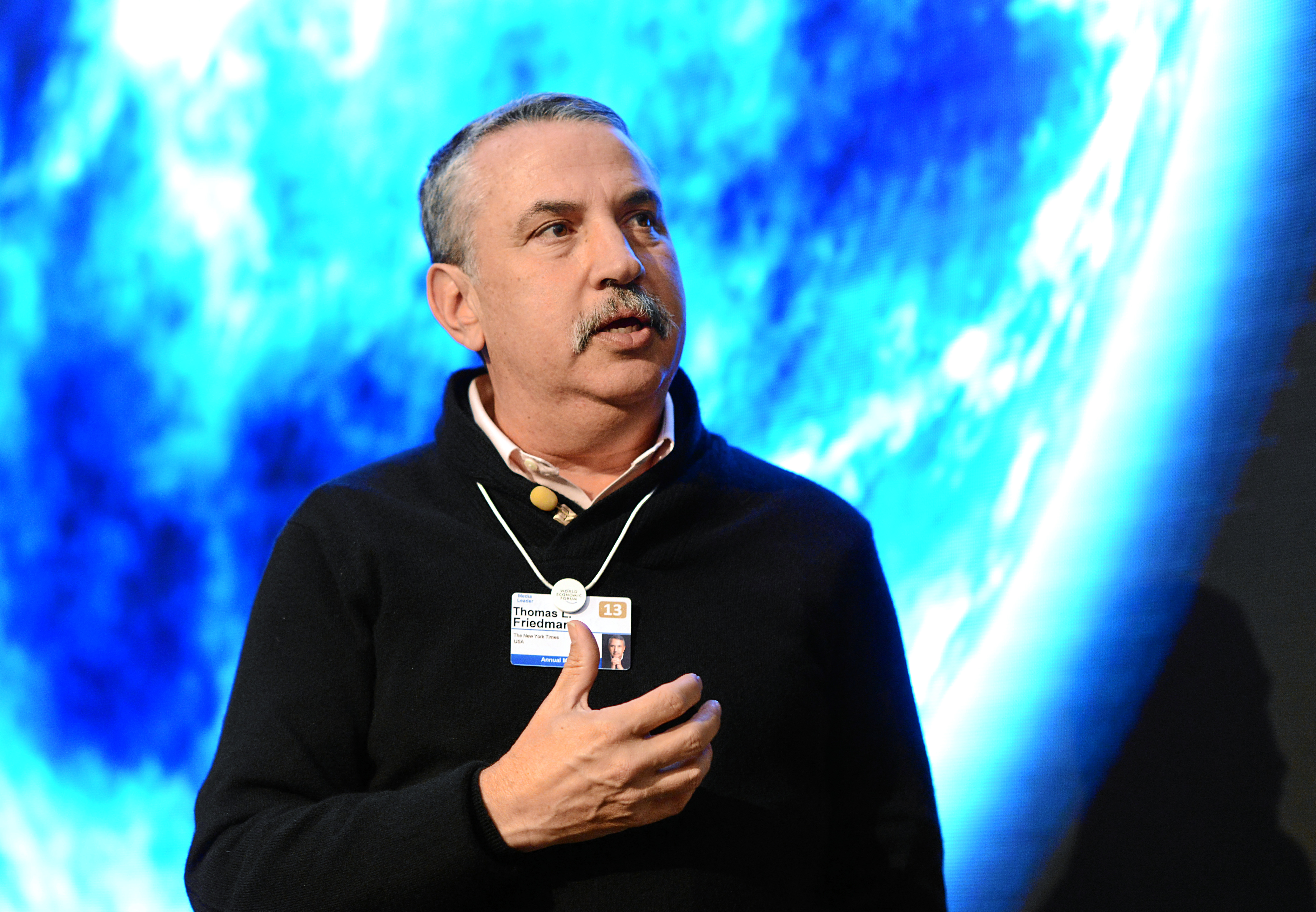
Friedman während des WEFs 2013

Einer größeren Öffentlichkeit bekannt wurde Thomas Friedman durch seine Bücher zur Globalisierung. Sein Werk The Lexus and the Olive Tree von 1999 gilt nicht zuletzt aufgrund seines wenig akademischen, sehr anschaulichen Schreibstils als eines der – inhaltlich umstrittenen – Standardwerke zur Globalisierung. 2004 erschien The World is Flat (dt. „Die Welt ist flach“) – Friedman zufolge die logische Fortsetzung von Lexus, in der er auf die Bedeutung neuer technologischer Entwicklungen eingeht (s. Vorwort The World is Flat).
Im Zentrum von Friedmans Globalisierungsanalyse steht die These, dass sich die Rahmenbedingungen für Staat, Wirtschaft und Individuum mit dem Ende des Kalten Krieges und aufgrund bahnbrechender technologischer Entwicklungen im Informations- und Telekommunikationssektor grundlegend verändert haben. In Die Welt ist flach argumentiert Friedman, dass die Globalisierung in den vergangenen Jahren in eine neue Phase getreten sei: Nicht mehr Staaten oder Unternehmen, sondern Individuen, ermächtigt durch Werkzeuge globaler Kooperation wie Hochgeschwindigkeits-Internetverbindungen, Workflow-Software oder Suchmaschinen, seien heute die Akteure der Globalisierung. In immer höherem Maße müssten Einzelne auf einem globalen Arbeitsmarkt bestehen, bis hin zum Nachhilfelehrer, der sich der Konkurrenz von Online-Tutoren stellen muss. Friedman behandelt die unterschiedlichsten Phänomene und Themen – von Offshoring bis zu globalen Wertschöpfungsketten, von der Bildungsmisere in westlichen Ländern bis zu Theorien des Freihandels, von Wikipedia bis zur Nutzung des Internets durch al-Qaida –, um ein umfassendes Bild der globalisierten Welt zu entwerfen.
Die beschriebenen Veränderungen würden insbesondere an der Rolle des Staates deutlich werden: Zum einen habe die Bedeutung nationalstaatlicher Grenzen als strukturbestimmende Faktoren in Politik und Wirtschaft stark nachgelassen – globalisierte Wirtschaftsströme unterliefen jegliche Versuche einer geographischen Beschränkung. Dies gelte sowohl für Finanz- als auch für Gütermärkte. Zum anderen sei der Akteur „Staat“ immer weniger in der Lage, Lösungen für komplexe politische Probleme zu finden.
Andere Akteure außerhalb des Staates würden gleichzeitig immer wichtiger: neben NGOs, Netzwerken und sonstigen sozialen Gruppen seien auch einzelne Individuen zunehmend von Bedeutung. Neue Informations- und Kommunikationstechnologien und die Freiheiten globaler Märkte erlaubten es einem Einzelmenschen, große Machtpotenziale aufzubauen und so zu einem hervorgehobenen Akteur der Weltpolitik zu werden. Beispiele für solche „Superempowered Individuals“ seien unter anderem Osama bin Laden, Bill Gates oder Warren Buffett: ihnen stünden weder ein staatlicher Unterbau noch direkte Machtmittel zur Verfügung, dennoch übten sie eine große Wirkung auf die Weltpolitik aus.
In seiner Analyse stimmt Friedman mit anderen Globalisierungsanalytikern wie etwa Robert D. Kaplan überein. Allerdings sind seine Schlussfolgerungen weniger pessimistisch als die Kaplans in dessen Buch The Coming Anarchy. Friedman betont vor allem die positiven Aspekte von Globalisierung und globalem Güteraustausch: nur so könne die Armut weltweit bekämpft werden. Die Globalisierung sei insofern eine große Chance für sich entwickelnde Länder, den Lebensstandard zu verbessern und die Armut zu bekämpfen.
Um von der Globalisierung profitieren zu können, seien allerdings bestimmte „goldene Regeln“ für staatliches Handeln strikt einzuhalten: Staaten, die sich globalen Finanz- und Güterströmen öffnen, müssten sich strengen wirtschaftspolitischen Regeln unterwerfen (restriktive staatliche Ausgabenpolitik, Deregulierung des Imports und Exports von Waren) und starke, marktfreundliche institutionelle Rahmenbedingungen aufweisen (vor allem einen transparenten Finanzmarkt). Im letzten Punkt argumentiert Friedman ähnlich dem institutionenökonomischen Ansatz eines Hernando de Soto („The Mystery of Capital“) und greift Joseph Stiglitz’ Kritik am Versagen der institutionellen Rahmenbedingungen während der Asienkrise auf. Friedman hat für diese Regelsetzung den Begriff des „Golden Straightjacket“ (goldene Zwangsjacke) gewählt, um die Chancen und Beschränkungen staatlichen Handels in einer globalisierten Welt zu verdeutlichen.
Friedman unterstreicht in diesem Kontext ausdrücklich die große Bedeutung staatlichen Handelns – dies widerspricht der ihm oftmals unterstellten These, der Staat werde in Zeiten der Globalisierung „unwichtig“. Die Lösung gesellschaftlicher Probleme, so sein grundsätzliches Argument, könne aber nur in einer dem Welthandel aufgeschlossenen Politik liegen – niemals aber in nationalstaatlichem Protektionismus.
Friedmans Globalisierungstheorie geht über die reine Wirtschaftspolitik hinaus: Da die Globalisierung strukturprägend sei für das Zusammenspiel der Staaten, habe sie große Auswirkungen auf die internationale Politik. Friedman greift hier das in der Tradition liberaler Theorien der internationalen Politik stehende Paradigma des „Friedens durch Handel“ auf, das unter anderem von Richard Cobden entwickelt wurde: kriegerische Auseinandersetzungen zwischen Staaten, die starke Handelsbeziehungen unterhielten und miteinander verflochten seien, seien unwahrscheinlich. Dieses Argument spitzt Friedman zu in seiner McDonald’s-Theorie: Noch nie hätten zwei Staaten, in denen die amerikanische Fastfood-Kette McDonald’s-Restaurants betreibe, Krieg gegeneinander geführt (ein Gegenbeispiel stellt jedoch der Kaukasus-Konflikt 2008 dar).
Friedman sieht demnach die Konflikte der Zukunft nicht so sehr zwischen einzelnen Staaten, sondern vielmehr im Innern vieler Gesellschaften: Viele Menschen stünden in einem Spannungsfeld angesichts der rasanten gesellschaftlichen Entwicklung. Friedman umschreibt das mit dem Bild des "Lexus and the Olive Tree": Während der Toyota Lexus für das Bedürfnis stünde, an den Vorteilen der Globalisierung teilzuhaben, stünde der Olivenbaum für das Bedürfnis, traditionelle Identitäten und Verwurzelungen zu erhalten, welche letztendlich durch die Globalisierung bedroht seien. So sind für Friedman der aktuelle Terrorismus und der Nahost-Konflikt, aber auch fundamentalistische Strömungen in der OECD-Welt durch diesen Widerspruch geprägt.
In einem Interview, veröffentlicht am 1. Mai 2015, vertrat er die Ansicht, gegenwärtig bestehe keine Teilung der Welt mehr in Ost und West, in Nord und Süd oder im Gegensatz von Kapitalismus und Kommunismus, es gehe um „Weltordnung und Weltunordnung“. „Schwache Staaten“, für Friedman solche mit geraden Grenzlinien, er benannte Libyen, Syrien, Irak und Eritrea, seien „künstliche Gebilde“ und würden derzeit „implodieren oder explodieren“. Die aktuelle Flüchtlingskrise stelle eine der größten Umwälzungen seit dem Zweiten Weltkrieg dar: „Millionen Menschen wollen aus ihrer Welt des Chaos in jene der Ordnung.“ In der islamischen Welt komme dem Iran eine Schlüsselstellung zu: „Alle Wege führen nicht mehr nach Rom, sondern nach Teheran“. Dies habe der Präsident Obama erkannt und wolle ein Arrangieren mit dem Regime des Irans versuchen. Obama glaube, „dass mit dem Großen sich auch das Kleine zum Positiven wende“, dies sei dessen Philosophie. Zur Frage nach der Natur der Welt von heute antwortete Friedman, Technologie sei nicht die alleinige Antwort, Zukunft sei nicht Schicksal, sie sei Entscheidung: „Wir müssen uns für die richtigen Werte entscheiden.“ Seine goldene Regel sei: „Tue anderen nur das an, was du dir auch von ihnen, dich betreffend, wünschst.“

### Internationale Politik
Neben der Globalisierung hat sich der Jude Friedman vor allem mit der politischen Lage im Nahen Osten auseinandergesetzt. Als Nahost-Korrespondent der Presseagentur United Press International und der New York Times verbrachte Friedman die 1980er Jahre im Libanon und in Israel. In seinem Buch From Beirut to Jerusalem beschreibt er seine Erfahrungen; seine Reportagen über die Massaker von Sabra und Schatila wurden mit dem Pulitzer-Preis ausgezeichnet. Galei Zahal unterstellte ihm „jüdische Selbstscham“. Friedman tritt in seinen Publikationen immer wieder für eine Verhandlungslösung im palästinensisch-israelischen Konflikt ein und äußerte mehrfach harte Kritik an der israelischen Siedlungs- und Wasserpolitik.
Umso größere Aufmerksamkeit erregte seine eindeutige Befürwortung einer harten Linie nach den Anschlägen des 11. September 2001 und seine entschiedene Unterstützung des Irakkriegs. In einem Auftritt in einer Fernseh-Talkshow im September 2003 erklärte er, die USA müssten zuerst

„…ins Herz der [arabischen] Welt gehen und deren Schädel einschlagen [und dann] ihre Partner sein [um] einen anständigen und anderen Irak aufzubauen.“

„…go into the heart of [the arab] world and beat their brains out [and then] partner with them [to] build a decent and different Iraq.“

Friedmans Kritiker bezeichnen ihn als „the Dean of liberal imperialism“ – Dekan des liberalen Imperialismus. Erst angesichts des kaum noch zu leugnenden Scheiterns der amerikanischen Irak-Politik begann er, seine Linie zu ändern. In Kolumnen für die New York Times aus dem Mai 2006 erklärte er sich zutiefst unzufrieden mit der Außenpolitik der USA im Irakkrieg und dass er lieber einen atomar gerüsteten Iran erleben würde, als mit den aktuell Verantwortlichen der amerikanischen Außenpolitik einen neuen Krieg im Nahen Osten durchleben zu müssen.
In seinem Buch Longitudes and Attitudes. Exploring the World After September 11 von 2002 zeichnet sich eine für Friedman eher untypische Emotionalisierung seiner Analyse ab – ein Grund für seine aus Sicht vieler Kritiker unausgewogene Analyse des Irakkrieges.

### Trump-Regierung
In seiner Kolumne in der New York Times bezeichnete Friedman im Mai 2017 die Vereinigten Staaten von Amerika im Hinblick auf die Politik des US-amerikanischen Präsidenten Trump als Vereinigte Amerikanische Emirate: Der Name des Emirs sei Donald, der Kronprinz heiße Jared, die Kronprinzessin Ivanka, und die Ratsversammlung würde alle Wünsche des Emirs durchwinken.
Trumps dienstältestem Kabinetts-Mitglied warf er vor, Pompeo habe keinerlei Integrität und Ethik.

### Umweltpolitik
Seiner Analyse der Entwicklungen im Nahen Osten folgend entwickelte sich Friedman zu einem Verfechter einer grünen Revolution. In zahlreichen Äußerungen sowie in seinem Buch The World is Flat fordert Friedman ein neues Paradigma für die westlichen Gesellschaften. Den Zusammenhang zwischen den Friedenschancen und der Abhängigkeit westlicher Gesellschaften vom Öl hat Friedman in einem Artikel für die Zeitschrift Foreign Policy 2006 festgehalten und die Laws of Petropolitics formuliert: die Beilegung der Konflikte im Nahen Osten könne nur gelingen, wenn sich die betroffenen Gesellschaften demokratisierten. Voraussetzung dafür allerdings sei, dass sich die westlichen Industrienationen unabhängig vom Öl machten. Kritiker bezeichnen diese Position als Ressourcendeterminismus.
Durch den Artikel in der New York Times „A Warning from the Garden“ prägte Friedman am 19. Januar 2007 den Begriff Green New Deal, angelehnt an den New Deal der 1930er Jahre, der die USA aus der Weltwirtschaftskrise brachte. Eine solche Neuverteilung der Karten brauche es nun auch im Energiebereich, um den Herausforderungen des Klimawandels und der Endlichkeit der fossilen Brennstoffes zu begegnen.

## Auszeichnungen
Friedman erhielt dreimal den Pulitzer-Preis:
- 1983 für seine Reportage über den israelischen Einmarsch in Beirut
- 1988 für seine ausgewogene Berichterstattung über Israel
- 2002 für seinen Report über die weltweiten Auswirkungen des Terrorismus

Friedman erhielt im Jahre 2004 eine Auszeichnung des Overseas Press Club für sein Lebenswerk und wurde von Königin Elisabeth II. in den Order of the British Empire aufgenommen, 2009 war er Finalist des Dayton Literary Peace Prize. Ferner ist er bereits seit 1995 gewähltes Mitglied der American Academy of Arts and Sciences. 2003 wurde er zum Mitglied der American Philosophical Society gewählt.

## Bücher
- From Beirut to Jerusalem. 1989
  - Von Beirut nach Jerusalem. Erfahrungen im Nahen Osten. Moewig, Rastatt 1990, ISBN 3-8118-1154-1; Heyne, München 1994, ISBN 3-453-05207-2.
- The Lexus and the Olive Tree. 1999, überarbeitet 2000
  - Globalisierung verstehen. Zwischen Marktplatz und Weltmarkt. Ullstein, Berlin 1999, ISBN 3-550-06986-3; Econ-Taschenbuch-Verlag, München 2000, ISBN 3-548-70009-8.
- Longitudes and Attitudes. Exploring the World After September 11. 2002
- The World Is Flat: A Brief History of the Twenty-first Century. 2005, überarbeitet 2007
  - Die Welt ist flach: eine kurze Geschichte des 21. Jahrhunderts. Suhrkamp, Frankfurt 2006,  ISBN 978-3-518-41837-6; aktualisierte und erweiterte Ausgabe ebd., 2008, ISBN 978-3-518-45964-5.
- Hot, Flat, and Crowded. 2008, überarbeitet 2009
  - Was zu tun ist. Eine Agenda für das 21. Jahrhundert. Suhrkamp, Frankfurt 2009, ISBN 978-3-518-42058-4; Taschenbuchausgabe ebd., 2010, ISBN 978-3-518-46156-3.
- mit Michael Mandelbaum: That Used to Be Us: How America Fell Behind in the World It Invented and How We Can Come Back. Farrar, Straus and Giroux, 2011, ISBN 978-1-250-01372-9.
- Thank you for being late. 2015
  - Thank You for Being Late : Ein optimistisches Handbuch für das Zeitalter der Beschleunigung. Übers. von Jürgen Neubauer. Bastei-Lübbe, Köln, 2017, ISBN 978-3-7857-2603-7.